# キュケオーン
キュケオーン（古希: Κυκεών, Kykeōn、「かき混ぜる、混ぜ合わせる」を意味する κυκάω に由来）は、様々に表現される古代ギリシアの飲み物である。長音を省略してキュケオンとも表記される。

## 解説
ある時は水、大麦、自然の素材を主な材料とし、またある時はワインと粉チーズを材料とする。エレウシースの秘儀で使われていたように、キュケオーンは一般的に向精神的な調合の醸造酒を指すと広く考えられている。キュケオーンはエレウシースの秘儀の最中に断食を破るために供されたが、ギリシアの農民のお気に入りの飲み物としても言及されている。
キュケオーンはホメーロスの叙事詩で言及されている。『イーリアス』では、プラムノスのワイン、大麦、摺り下ろした山羊のチーズから成ると説明している （第11歌638–641行）。『オデュッセイア』では、キルケーが蜂蜜を加え、そこに魔法のポーションを注ぐ（第10歌234行）。『ホメーロス風讃歌』の「デーメーテール讃歌」（第210行）では、女神デーメーテールが赤ワインを断り、水、大麦、 ペニーロイヤルミントで作られたキュケオーンを受け取る。
キュケオーンには消化作用があるとされ、アリストパネースの『平和』(V. 712)  では、ヘルメースがドライフルーツとナッツを食べ過ぎた主人公にキュケオーンを勧める。貴族はキュケオーンを農民の飲み物だとして敬遠した。テオプラストスは『人さまざま』（第4章2〜3行）において、キュケオーンで酔って民会に行く農民を描いている。
エレウシースの秘儀の最中、どのようにしてこんなにも多くの人々が2千年間にも渡り一貫して啓示的な状態を体験することができたのかという謎を解明する試みでは、エレウシースのキュケオーンで使用される大麦が麦角菌に寄生されており、その菌類の幻覚作用がエレウシースの参加者が仄めかす強烈な体験を引き起こしていたと結論付けている。
キュケオーンの向精神作用の可能性の詳細については、キュケオンの作用に関する議論を参照。